# Javasalangan
Javasalangan (Collocalia linchi) är en fågel i familjen seglare.

## Utseende och läte
Javasalanganen har mörk ovansida, gråbrunt bröst och vit buk. Stjärten är tvärt avskuren och ryggen grönglänsande, vilket dock endast ses under goda ljusförhållanden. Flykten är irrande och fladdermuslik. Arten är mycket lik fjäderfotad salangan, som dock är mer blåglänsande ovan och har befjädrade baktår. Lätet består av ett torrt, skrapande tjatter som framför allt hörs där den tar nattkvist.

## Utbredning och systematik
Javasalanganen förekommer i Indonesien, som namnet avslöjar på Java, men även på Sumatra, Bali och Lombok. Arten delas in i tre underarter med följande utbredning:
- C. l. ripleyi: bergskedjan Bukit Barisan på Sumatra)
- C. l. linchi: Java, Bawean, Madura och Kangean Islands; populationen på Nusa Penida troligen även denna underart
- C. l. dedii: Bali och Lombok

Tidigare betraktades borneosalangan (C. dodgei) vara en underart till javasalangan, då med det svenska namnet grottsalangan, och vissa auktoriteter gör det fortfarande.

## Levnadssätt
Javasalanganen ses nästan enbart i flykten, då över en rad olika miljöer, på Sumatra dock endast i bergstrakter.

## Status
IUCN kategoriserar arten som livskraftig, men inkluderar borneosalangan i bedömningen (se ovan).

## Namn
Fågelns vetenskapliga artnamn syftar på det javanesiska ordet linchi för en salangan.